# Ковыль Залесского
Ковы́ль Зале́сского (лат. Stīpa zalēsskii)  — вид травянистых растений рода Ковыль (Stipa) семейства Злаки (Poaceae).

## Ботаническое описание
Многолетнее травянистое растение, образующее дерновину. Стебли гладкие, высотой 30 — 70 см. Листья более или менее вдоль свернутые, 0,4 — 1 мм в диаметре, снаружи усеянные бугорками и волосками. Лигулы трехзубчатые, реснитчатые, длиной 0,8 — 2 мм. Ость длиной 20 — 40 см, дважды коленчато — согнутая, с волосками 5 мм длиной.

## Синонимика
По данным The Plant List, вид имеет следующие синонимы:
- Stipa canescens P.A.Smirn. ex Roshev.
- Stipa dobrogensis Prodán
- Stipa glabrata P.A.Smirn.
- Stipa iljinii Roshev.
- Stipa krascheninnikowii Roshev.
- Stipa maeotica Klokov & Osychnyuk
- Stipa pennata subsp. zalesskii (Wilensky) Freitag
- Stipa rubens P.A.Smirn.
- Stipa rubentiformis P.A.Smirn.
- Stipa smirnovii Martinovský
- Stipa turcomanica P.A.Smirn.
- Stipa ucrainica P.A.Smirn.
- Stipa zalesskii subsp. canescens (P.A.Smirn.) Tzvelev
- Stipa zalesskii var. glabrata (P.A.Smirn.) Tzvelev
- Stipa zalesskii var. iljinii (Roshev.) Tzvelev
- Stipa zalesskii var. maeotica (Klokov) Tzvelev
- Stipa zalesskii var. rubens (P.A.Smirn.) Tzvelev
- Stipa zalesskii subsp. turcomanica (P.A.Smirn.) Tzvelev
- Stipa zalesskii subsp. ucrainica (P.A.Smirn.) Tzvelev

## Экология и распространение
Ксерофит. Произрастает в степях, на каменистых и степных склонах, на скалах.
Евразиатский южностепной вид. Встречается спорадически от юго-востока Средней Европы до Западного Китая. В России
встречается в европейской части России, Сибири, на Южном Урале.

## Охранный статус
Занесён в Красную книгу России и ряда субъектов РФ. Встречается на территории ряда особо охраняемых природных территорий России.